# Стауче Гінтарас Міндаугович
Гінтарас Стауче (лит. Gintaras Staučė, нар. 24 грудня 1969, Алітус) — радянський та литовський футболіст, що грав на позиції флангового півзахисника, воротаря. По завершенні ігрової кар'єри — тренер. З 2016 року входить до тренерського штабу збірної Росії.
Виступав, зокрема, за клуби «Спартак» (Москва) та «Дуйсбург», а також національну збірну Литви.
Чемпіон СРСР. Володар Кубка СРСР. Дворазовий чемпіон Росії. Володар Кубка Росії.

## Клубна кар'єра
Народився 24 грудня 1969 року в місті Алітус. Вихованець футбольної школи клубу ФБК «Каунас». Дорослу футбольну кар'єру розпочав 1987 року в основній команді того ж клубу.
Своєю грою за цю команду привернув увагу представників тренерського штабу клубу «Спартак» (Москва), до складу якого приєднався 1988 року. Відіграв за московських спартаківців наступні шість сезонів своєї ігрової кар'єри, здебільшого був дублером Станіслава Черчесова. За цей час виборов титул чемпіона СРСР, ставав володарем Кубка СРСР, чемпіоном Росії (двічі), володарем Кубка Росії.
Згодом з 1994 по 1997 рік грав у складі команд турецьких клубів «Галатасарай», «Каршияка» та «Сариєр».
У 1997 році уклав контракт з клубом «Дуйсбург», у складі якого провів наступні чотири роки своєї кар'єри гравця.
Протягом 2001—2004 років захищав кольори клубів «Акратітос», «Фостірас» та «Каллітея».
Завершив професійну ігрову кар'єру у клубі «Юрмала-VV», за команду якого виступав протягом 2004—2006 років.

## Виступи за збірні
У 1989 році залучався до складу молодіжної збірної СРСР.
З 1990 по 1991 рік захищав кольори олімпійської збірної СРСР. У складі цієї команди провів 5 матчів.
У 1992 році дебютував в офіційних матчах у складі національної збірної Литви. Протягом кар'єри у національній команді, яка тривала 13 років, провів у формі головної команди країни 61 матч.

## Кар'єра тренера
Розпочав тренерську кар'єру, ще продовжуючи грати на полі, 2004 року, ставши тренером воротарів клубу «Юрмала-VV», де пропрацював з 2004 по 2006 рік.
В подальшому став незмінним тренером воротарів у тренерських штабах, які очолював його колишній конкурент за місце у воротах «Спартака» Станіслав Черчесов, — працював під керівництвом Черчесова в російських клубах «Спартак» (Москва), «Жемчужина» (Сочі), «Терек», «Амкар», «Динамо» (Москва), а також в польській «Легії».
2016 року увійшов до очолюваного все тим же Черчесовим тренерського штабу збірної Росії, де відповідає за підготовку голкіперів.

## Титули і досягнення

### Командні
- Чемпіон СРСР (1):

«Спартак» (Москва): 1989
- Володар Кубка СРСР (1):

«Спартак» (Москва): 1991–1992
- Чемпіон Росії (2):

«Спартак» (Москва): 1992, 1993
- Володар Кубка Росії (1):

«Спартак» (Москва): 1993–1994
- Чемпіон Європи (U-18): 1988

### Особисті
- Футболіст року в Литві: 1995, 1996